# Diplochasma
Diplochasma är ett släkte av tvåvingar. Diplochasma ingår i familjen lövflugor.
Kladogram enligt Catalogue of Life:
| Diplochasma | \| \| Diplochasma alboapicata \| \| \| \| \| \| Diplochasma monchaeta \| \| \| \| \| \| Diplochasma monochaeta \| \| \| \| \| \| Diplochasma sauteri \| \| \| \| |
|             | \| \| Diplochasma alboapicata \| \| \| \| \| \| Diplochasma monchaeta \| \| \| \| \| \| Diplochasma monochaeta \| \| \| \| \| \| Diplochasma sauteri \| \| \| \| |
|             | Diplochasma alboapicata |
|             | |
|             | Diplochasma monchaeta |
|             | |
|             | Diplochasma monochaeta |
|             | |
|             | Diplochasma sauteri |
|             | |